# Augustale
L'augustale era una moneta d'oro emessa dall'imperatore Federico II a partire dal 1229 nella zecca di Napoli e dal 1231 nelle zecche di Messina e Brindisi.
Il dritto presenta un'aquila romana ad ali spiegate e la scritta FRIDERICVS. Il rovescio presenta i busti antichi (non medioevali) degli imperatori romani con una corona d'alloro e la scritta ·CESAR AVG· ·IMP ROM·.
Uno degli incisori fu Balduino Pagano da Messina, che si ispirò stilisticamente agli aurei imperiali. La moneta pesava circa 5,33 grammi a 20.5 K, che è 1/4 di un'oncia d'oro siciliana. I diametro era di circa 20 mm.
Era un multiplo del tarì d'oro. In seguito prese il valore di un fiorino e 1/4.
Fu coniato anche il mezzo augustale.

## Impatto culturale
Era volontà di Federico II di rendere L'Augustale una moneta forte e di pregio che cosi potesse segnalare il potere e la prosperità Del Regno di Sicilia sotto il suo regno, 
Fu sia una dimostrazione di forza poiché fu una moneta ambita e commercialmente molto forte sia un opera di propaganda che in linea la prassi dell'epoca e in parte anche contemporanea di mettere sulla fronte o sul retro della moneta la faccia del sovrano. 
Va segnalato come la presenza di di una corona dall'oloro sulla testa del sovrano fosse incastonata nelle più ampio conflitto con il potere ecclesiastico 

## Valore Collezionistico
La Moneta nel panorama Numismatico ricopre un ruolo di rilievo per via del importanza Artistica-storica e intrinseca dei materiali di cui la moneta è composta. 
I prezzi oscillano molto e variano in base alle condizioni di degradazione della moneta, rilevazioni vanno dai 16mila Euro  8mila per un BB
alcuni Giornalisti Ritengono che un FDC possa superare anche i 20mila euro di quotazione. 
Va notato che oltre il notevole valore economico e le implicazioni legali dovute agli obblighi per la conservazione della moneta le transazioni sono quasi completamente gestite da case d'aste e che nel corso degli anni non siano mancate controversie su tali obblighi.